# Friidrottsrekord i landsvägslöpning
Den här artikeln listar friidrottsrekord i landsvägslöpningsgrenar. Med det menas löpning på gata, väg, stig eller liknande sträckor utomhus. Underlaget brukar vara asfalt, men kan vara betong, gatsten, grus, gräs och lite annat. Målgång är ofta på en friidrottsbana.
För att ett resultat skall kunna räknas som världsrekord måste resultatet ha uppnåtts i en officiell tävling enligt IAAF:s regelverk och ha uppmätts med av förbundet godkänd utrustning. Idrottaren som presterat resultatet samt ytterligare minst två deltagare, eller vid stafetter ytterligare minst ett lag, i tävlingen där resultatet uppnåtts måste vara licensierade hos ett friidrottsförbund anslutet till IAAF. För att rekordet skall ratificeras måste idrottaren ha genomgått ett dopingtest vid tävlingens slut. Vid stafetter gäller att samtliga löpare i laget skall ha dopingtestats. I löpgrenar kan rekord sättas på kortare distanser än tävlingssträckan om uppmätta mellantider underskrider eller tangerar gällande rekord för respektive distanser. Dessa tider kan dock endast godkännas om hela tävlingsloppet slutförs. Däremot kan inte resultatet på någon delsträcka i ett stafettlopp räknas som världsrekord.
Rekord i landsvägslöpning kräver uppmätning, vilket ska garantera att sträckan minst är den nominella. Uppmätningen ska vara gjord med högst 0,1 % felmarginal. Normalt görs det med en cykel med en särskild mätare monterad, och man jämför uppmätt sträcka med en mätning där samma cykel används för att mäta en tidigare med måttband exakt uppmätt sträcka. Om man är noga kan tre personer cykla samtidigt med var sin cykel. Man måste följa banans innerkant i kurvorna vid mätningen. Ibland mäts hela banan med måttband. Mätningen ska minst ge officiell banlängd plus 0,1 % felmarginal (om man mäter med cykel). Maraton ska alltså vara uppmätt till minst 42 237 meter.
För att rekord ska godkännas får nivåskillnaden mellan start och mål vara högst 1 ‰ av banlängden. Dessutom får sedan 2003 inte avståndet fågelvägen mellan start och mål överskrida 50 % av löpsträckan. Den senare regeln har tillkommit för att förhindra att eventuell medvind påverkar resultaten i otillbörlig mån.
Världsrekord för kvinnor på landsväg finns sedan 2011 i två kategorier, den ena bara om de inte tävlar tillsammans med män, och den andra med män i loppet. Damernas världsrekord i maraton sattes med gemensam start 2019 och även rekordet innan dess från 2003.

## Rekord per distans

### Halvmaraton
Halvmaraton är officiellt 21 097,5 meter. 

### Maraton
Maraton är officiellt 42 195 meter.

### 100 km
Sträckor längre än maraton kallas ultramaraton eller ultradistanslöpning. Världsmästerskap finns på flera distanser men endast 100 km har officiella världsrekord, och sedan 2010 svenska rekord.

## Landsvägslöpning utan mästerskapsstatus
Rekord på 15-30 km har vanligen slagits som mellantider på halvmaraton eller maratonlopp.

## Landsvägslöpning påultradistansutan världsrekordstatus
Det finns inte registrerade rekord för dessa grenar, däremot finns bästanoteringar.